# Haplogrupo G (ADN-Y)

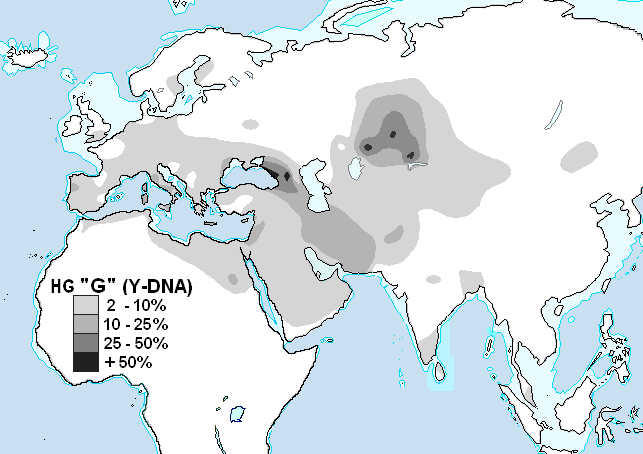
Distribución aproximada del haplogrupo G (ADN-Y).

En genética humana, el Haplogrupo G (M201) es un haplogrupo del cromosoma Y humano propio de Eurasia Occidental. Es derivado del haplogrupo F, es característico de la región del Cáucaso y está disperso en el Medio Oriente, Mediterráneo y poco en el resto de Asia y Europa.

## Origen
En general, la mayor diversidad se encuentra entre Irán y el Cercano oriente, y más recientemente se le ha dado una antigüedad de unos 48 mil años. La teoría más aceptada le ha dado un origen en el Medio Oriente, tal es el caso de Cinnioglu et al 2004 que le dio una antigüedad de 14 000 años, Semino et al. 2000 le dio 17 000 y la Nat-Geo de 10 000 a 20 000; por lo tanto se estima que tuvo un rol importante durante la expansión del Neolítico. También, de acuerdo con otras teorías, se afirmó que se habría originado hace 30 000 años más al Este, (Spencer Wells 2001) probablemente en el valle del Indo.

## Distribución
El Cáucaso es la región donde se encuentran las más altas frecuencias. Encontramos en los Shapsug 81 %, Osetia del norte con 57-75 % y Abjasia 55 %. En Georgia es del 31 %, en el norte del Cáucaso (cabardinos, balkarios) 29 % y 11 % en Armenia, disminuyendo en chechenos al 5 %. Hay menores frecuencias en Azerbaiyán, sur de Rusia y este de Ucrania.
En el Cercano Oriente (sudoeste de Asia) tiene una frecuencia entre 10 y 20 % en Turquía, persas iraníes, pastunes y kalashas. Menor frecuencia se encuentra en árabes y judíos askenazí. 
Se presenta en otros pueblos de Asia como en kazajos, cuya etnia argyn ha presentado 67% de frecuencia, y otros pueblos como los burushos, tamiles, uigures y en Xinjiang y pequeños porcentajes en otras zonas del Asia central, Afganistán, Pakistán, India, China e Insulindia.
En el Mediterráneo, se encuentra en un 9 % en Egipto, también en magrebíes, bereberes y en Europa en la isla de Creta con un 11 %, Cerdeña, Tirol, en pequeña proporción en España, Italia, región de los Alpes y en general por toda Europa.

### G1 y G2
G2 (P287) es más común que G1 (M342) en Europa, África del Norte y Cercano Oriente. Ambos clados alcanzan la paridad solo en partes de Irán, llegando allí hasta el 5 por ciento de todos los hombres  Se estima que ambos clados divergieron hace unos 25 mil años. y 15% en el norte de Irán.

## Subgrupos
El haplogrupo G (M201/PF2957, L154, Page94, U2, CTS34/M3442/PF2780) presenta la siguiente cladística:
- Paragrupo G* En Israel, Irán y Anatolia.[2]

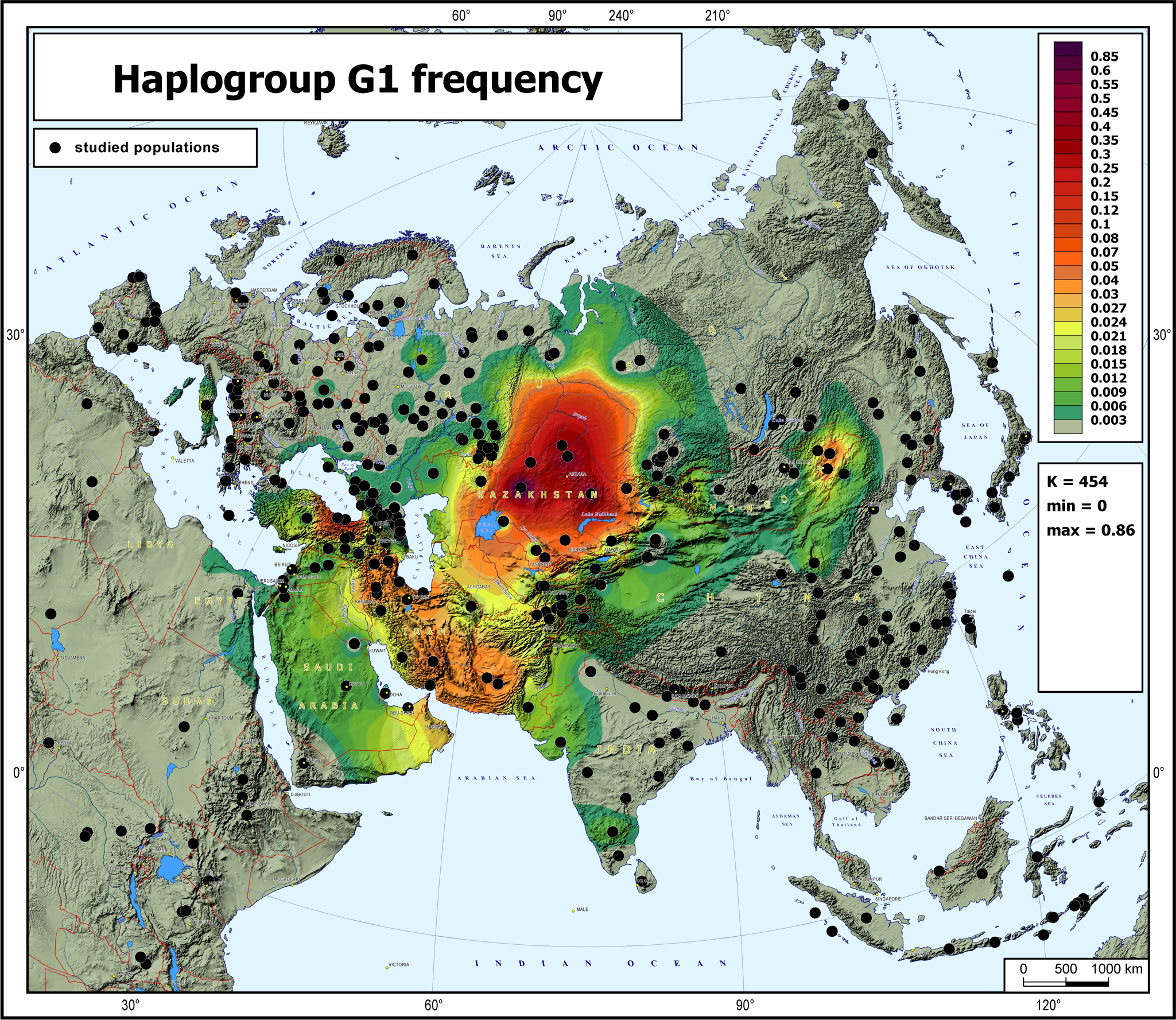
Distribución del haplogrupo G1

### G1
G1 (M285, M342) Se encuentra especialmente en Kazajistán con diversos porcentajes y en Irán con 5 % al Sur y 3 % al Norte. Poco en el Levante y resto del Medio Oriente.
- G1* En Irán. En guyaratíes (India).[12]
- G1a (CTS11562)
  - G1a1 (GG349)
    - G-L1324, antes G-P20 En magiares de Kazajistán 87 %.[13] También se encontró en la península arábiga, Europa oriental y Mongolia.[9]
      - G-Y12260: Disperso en Europa y Asia.
        - G-GG1: Específico en mongoles.[14]

      - G-L1323: Específico de Kazajistán.[14]

    - G-GG362: India occidental, Eslovaquia, Yemen.[9]

  - G1a2 (F2885) Encontrado en España, Gran Bretaña, Arabia y China.[9]
    - G-GG164: Específico en baskires.[9]
    - G-GG266: Específico en armenios.[9]
- G1b (L830) Encontrado en China, Arabia, Bielorrusia.[15] En Kuwait, Qatar y judíos askenazí.[16]
- G-P76 Raro en Sri Lanka.

### G2
G2 (P287/PF3140, L79)
- G2a (P15) Haplogrupo presente en el 10 % de los europeos nativos, se encuentra en alto porcentaje en el Tyrol (Austria) e isla de Cerdeña.[17] Frecuentemente distribuido en los pueblos del Cáucaso, entre otros osetios del Norte y adigué.[18]
  - G2a1 (FGC595/Z6553, antes P16) Altos porcentajes en el área central de las montañas del Cáucaso. Presente en judíos askenazí y cristianos maronitas del Líbano.[1] Escaso en Cercano Oriente, Europa y Norte de África.
  - G2a2 (CTS4367/L1259)
    - G2a2a (PF3147) Disperso en Europa y Cercano oriente.[1]
    - G2a2b (L30/S126) Encontrado en Alemania en restos de hace 5 o 6000 años.[19]
      - G2a2b1 (M406) Especialmente en Grecia y Turquía (5 %). Poco en el Mediterráneo, Irán, Medio Oriente, Cáucaso y Europa.
      - G2a2b2 (CTS2488)
        - G-P303  Bien extendido en Europa. Presente en Rusia, el Mar Negro. Poco en África del Norte, Turquía, Cercano Oriente, Irán, Pakistán, India y China.
        - G-PF3359 En Armenia, extendido en Europa y poco en cercano oriente.

  - G-M286 Poco en las islas británicas y Turquía.

- G2b (M3115)
  - G2b1 (M377) En judíos de Israel 3.7 %.[20] En pastunes de Afganistán 6.1 %.[21] Poco en Medio Oriente y Pakistán. Disperso en Europa.

| Haplogrupos del cromosoma Y humano |                  |   |   |    |    |    |    |    |   |   |     |     |     |     |    |    |    |    |     |     |     |    |    |   |
|                                    | Adán cromosómico |   |   |    |    |    |    |    |   |   |     |     |     |     |    |    |    |    |     |     |     |    |    |   |
|                                    | A                |   |   |    |    |    |    |    |   |   |     |     |     |     |    |    |    |    |     |     |     |    |    |   |
|                                    |                  |   |   | BT |    |    |    |    |   |   |     |     |     |     |    |    |    |    |     |     |     |    |    |   |
|                                    |                  | B | B | B  | CT | CT |    |    |   |   |     |     |     |     |    |    |    |    |     |     |     |    |    |   |
|                                    |                  |   |   | DE | DE | CF | CF | CF |   |   |     |     |     |     |    |    |    |    |     |     |     |    |    |   |
|                                    |                  |   | D | E  |    | C  | C  | F  | F | F |     |     |     |     |    |    |    |    |     |     |     |    |    |   |
|                                    |                  |   |   |    | C1 | C2 |    | G  | H | H | IJK | IJK | IJK | IJK |    |    |    |    |     |     |     |    |    |   |
|                                    |                  |   |   |    |    |    |    |    |   |   | IJ  | K   | K   | K   | K  | K  | K  |    |     |     |     |    |    |   |
|                                    |                  |   |   |    |    |    |    |    |   | I | J   |     |     | LT  | K2 | K2 | K2 | K2 | K2  | K2  |     |    |    |   |
|                                    |                  |   |   |    |    |    |    |    |   |   |     |     | L   | T   |    | MS | MS | MS | MS  | P   | P   | P  | NO |   |
|                                    |                  |   |   |    |    |    |    |    |   |   |     |     |     |     |    | M  | S  |    | Q   | R   | R   |    | N  | O |
|                                    |                  |   |   |    |    |    |    |    |   |   |     |     |     |     |    |    |    |    |     | R1  | R1  | R2 |    |   |
|                                    |                  |   |   |    |    |    |    |    |   |   |     |     |     |     |    |    |    |    | R1a | R1a | R1b |    |    |   |
|                                    |                  |   |   |    |    |    |    |    |   |   |     |     |     |     |    |    |    |    |     |     |     |    |    |   |

### Personajes famosos
Se encontró el haplotipo G2a4 en el hombre de hielo Ötzi, G2a1a en Iósif Stalin, G2a en Luis XVI de Francia, etc.